# Erythranthe guttata
Erythranthe guttata är en gyckelblomsväxtart som först beskrevs av Dc., och fick sitt nu gällande namn av Guy L. Nesom. Erythranthe guttata ingår i släktet Erythranthe och familjen gyckelblomsväxter. Inga underarter finns listade i Catalogue of Life.